# Élection présidentielle iranienne de 2001
L'élection présidentielle iranienne de 2001 a eu lieu le 8 juin 2001, elle a conduit à la réélection du président sortant Mohammad Khatami.

## Candidats
814 candidats (dont 25 femmes) se sont présentés. La liste a été réduite à dix par le Conseil des gardiens.
- Mohammad Khatami, président sortant.
- Ahmad Tavakkoli, ancien ministre du Travail.
- Ali Shamkhani, ministre de la Défense.
- Abdallah Jasbi, Président de l'Université islamique Azad.
- Mahmoud Kashani, ancien délégué iranien à la Cour internationale de justice.
- Hassan Ghafourifard, ancien ministre de l'Energie.
- Mansour Razavi, membre du conseil municipal de Téhéran.
- Shahabeddin Sadr, ancien député.
- Ali Fallahian, ancien ministre du Renseignement.
- Mostafa Hashemitaba, chef de l'Organisation de l'Education physique.

## Résultats
| Élection présidentielle iranienne de 2001 | Élection présidentielle iranienne de 2001 | Élection présidentielle iranienne de 2001 |         |
| Candidats                                 | Votes                                     | %                                         |         |
| ----------------------------------------- | ----------------------------------------- | ----------------------------------------- | ------- |
| Mohammad Khatami                          | 21,656,476                                | 76.90                                     |         |
| Ahmad Tavakkoli                           | 4,387,112                                 | 15.58                                     |         |
| Ali Shamkhani                             | 737,051                                   | 2.61                                      |         |
| Abdallah Jassbi                           | 259,759                                   | 0.92                                      |         |
| Mahmoud Kashani                           | 237,660                                   | 0.84                                      |         |
| Hassan Ghafourifard                       | 129,155                                   | 0.45                                      |         |
| Mansour Razavi                            | 114,616                                   | 0.40                                      |         |
| Shahabedin Sadr                           | 60,546                                    | 0.21                                      |         |
| Ali Fallahian                             | 55,225                                    | 0.19                                      |         |
| Mostafa Hashemitaba                       | 27,949                                    | 0.09                                      |         |
| Votes valides                             | 27,665,549                                | 98.25                                     | 98.25   |
| Blancs ou nuls                            | 493,740                                   | 1.75                                      | 1.75    |
| Total                                     | 28,159,289                                | 100.00%                                   | 100.00% |
| Sources: Sahliyeh and RFE/RL              |                                           |                                           |         |